# Први конгрес лекара и природњака у Краљевини Србији
Први конгрес лекара и природњака у Краљевини Србији одржан је у Београду од 5. до 7. септембра 1904. године у спомен стогодишњице Првог српског устанка и борбе за ослобођење Србије, a под покровитељством Краља Петра I у време крунидбених свечаности. Конгрес је имао међународни карактер и у његовом раду је учествовало  433 представника из двадесет земаља Европе.  Рад овог првог научног скупа у Србији, пратиле су бројне европске земље и њихова лекарска друштва.

## Историја
Успон какав је Београд доживљавао на преласку из 19. y 20. век, резултовао је и одржањем првог„Конгрес српских лекара и природњака, од 5. до 7. септембра 1904. године у Београду. Конгрес је одржан у свечаној сали Српског народног позоришта (отварање и рад Лекарско-апотекарске секције) и сали Српског Друштва Црвеног крста (у коме су радиле остале секције).
Конгрес је одржан је у оквиру прославе сто година од Првог српског устанка и крунидбених свечаности краља Србије Петра I Карађорђевића.

Идеју да се у Србији организује овакав скуп лекара први је покренуо члан Српског лекарског друштва, признати панчевачки лекар др Љубомир Ненадовић, 1899 године предлажући 
„... да се српски лекари сви и свуда у свету сакупе и да измењају своје мисли о разним појавама које су утицале на здравствени живот становништва, као и о новим достигнућима у медицини...“
 Овај предлог је у том периоду остао незапажен због познатих историјских догађаја који се крајем 19. века и почетком 20. века одиграли у Београду и Србији. Пет година касније (1904), на дан отварања Конгреса, др Љубомир Ненадовић (1817—1916) у свом излагању са темом „Савез Срба лекара – свих и од свуда где год их има“ детаљно изложити ову своју идеју,

Првобитни предлог потекао од др Љубомир Ненадовић о организовању оваквог конгреса поново је покренуо 1903. године познати београдски лекар др Јован Јовановић (1870—1923) у тренутку када су се у Београду вршиле припреме за обележавање стогодишњице Првог српског устанка, наводећи у писму упућеном ондашњем председнику Српског лекарског друштва, следеће:
„... да би се приређивањем једног оваквог конгреса лекара из целог Српства било у таквој прилици не само и међу лекарима документирала свесрпска заједница и тиме послужила националним интересима...Строга слободан сам, господине Председниче предложити да се овај састанак српских и других лекара Европе одржи у Београду у оквиру спомена стогодишњице Првог српског устанка и крунидбених свечаности краља...

На седници Српског лекарског друштва – одржаној октобра 1903. године - предлог је прихваћен и договорено је да се Конгрес организује заједно са природњацима и да циљ Конгреса буде 
„...да српска наука поносно дигне главу и уђе у научно коло осталог света...“
На овом састанку именован је Конгресни одбор са председником др Јованом Данићем (1854—1924) на ћелу, који је преузео све активности око организовања.

## Учесници
На Конгресу је учествовало преко три стотине српских лекара и више од стотину лекара и природњака из 19 земаља Европе. На конгресу је поред лекара, апотекара природњака биле присуте и других званице:
- Овдашњи Чех, милионер и власник пиваре Игњат Бајлони.
- Чешка делегација која је била бројна (18).
- Изасланик града Прага др Индрих Захорж (Jindřích Zahoř).
- Почасних председника конгреса проф. др Јарослав Хлава, са чешког универзитета који је одржао поздравни говор и јавно се заложио за оснивање Медицинског факултета у Београду (до чега ће доћи петнаестак година касније).

### Државе учеснице и број учесника
| 1. Србија 282 2. Хрватска 16 3. Чешка 39 4. Енглеска 2 5. Словачка 1 6. Бачка 8 7. Угарска 1 8. Италија 1 9. Црна Гора 1 10. Аустрија 8 | 1. Срем 12 2. Словенија 4 3. Бугарска 8 4. Немачка 6 5. Босна 3 6. Славонија 10 7. Македонија 4 8. Херцеговина 1 9. Галиција 1 10. Русија 1 |

## Рад конгреса
Конгрес је радио у неколико секција 
- 1. лекарско - апотекарска,
- 2. биолошко–абиолошка,
- 3. ветеринарско агрономска и
- 4. физичко - хемијска и математичка секција.

Током Конгреса изложено је 86 стручних радова, већи број саопштења и извештаја из свих области. Највише из медицине. 
Избор тема је био такав да се за многе може истаћи да престављају темељ научном приступу тог времена, као и многим научним дисциплинама у савременој медицинској науци . Кад ово истичемо, ми пре свега овде мислимо на рад Србина лекара из Сремских Карловаца - бечког професора заразних болести на Високој ветеринарској школи др. Јована Чокора. Он ће у своме раду „Туберкулоза животиња, прилепчивост те заразе према човеку и борба против исте“ демантовати речи Роберта Коха које је Кох изговорио 1901. године на скупу лекара у Лондону, рекавши: „...да је један облик туберкулозе говеда непреношљив на човека и да се обрнуто инфекција човека не може десити... речи ´које су - како пише Чокор - изазвале не мало изненађење целокупног научног света.

О првих 100 година у развитку санитетске струке у Србији на конгресу је говорио др Владан Ђорђевић. Он је поздрављајући скуп српских лекара и природњака, он је уводно предавање Laboremus започео овим речима: 
Са пропашћу старе српске државе нестало је болница у српским манастирима... Више од 100 година после конгреса опет смо говорили о формирању санитета: У време обнављања српске државе у њу је дошао велики број страних лекара из словенских земаља међу којима су средишње место по бројности заузимали лекари Чеси и Словаци...